# South Greeley
South Greeley è un census-designated place degli Stati Uniti d'America, situato nella Contea di Laramie nello stato del Wyoming. Nel censimento del 2000 la popolazione era di 4.201 abitanti. Appartiene all'area metropolitana di Cheyenne.

## Geografia fisica
Secondo i rilevamenti dell'United States Census Bureau, la località di South Greeley si estende su una superficie di 4,4 km², tutti occupati da terre.

## Popolazione
Secondo il censimento del 2000, a South Greeley vivevano 4.201 persone, ed erano presenti 1.091 gruppi familiari. La densità di popolazione era di 961,2 ab./km². Nel territorio comunale si trovavano 1.679 unità edificate. Per quanto riguarda la composizione etnica degli abitanti, l'84,86% era bianco, il 2,31% era afroamericano, l'1,50% era nativo, lo 0,33% proveniva dall'Asia, il 7,19% apparteneva ad altre razze e il 3,81% a due o più. La popolazione di ogni razza ispanica corrispondeva al 14,90% degli abitanti.
Per quanto riguarda la suddivisione della popolazione in fasce d'età, il 32,1% era al di sotto dei 18, il 10,9% fra i 18 e i 24, il 33,8% fra i 25 e i 44, il 17,8% fra i 45 e i 64, mentre infine il 5,3% era al di sopra dei 65 anni di età. L'età media della popolazione era di 29 anni. Per ogni 100 donne residenti vivevano 103,3 uomini.